# Andreas Schlüter
Pour les articles homonymes, voir Schlüter.
Andreas Schlüter (né le 1660 à Dantzig, mort en mai 1714 à Saint-Pétersbourg) est un sculpteur et architecte allemand de style baroque.

## Biographie
Andreas Schlüter reçoit sa formation chez le sculpteur Christoph Sapovius (de). Peu après 1680, il va en Pologne où il est engagé par le roi Jean III Sobieski jusqu'à 1693. Pendant cette période, il se marie avec Anna Elisabeth Spangenberg qui vient de Dantzig et ses enfants naissent. De plus, il fait probablement un voyage en Italie. Il travaille comme sculpteur et stucateur à Varsovie, à Wilanów et à Żołkiew près de Lwow. À partir de 1694, il travaille à Berlin au service de Frédéric III de Brandebourg. Il devient directeur de l'Académie des beaux-arts de 1702 à 1704. Il succède ensuite à Nering comme architecte de l'Arsenal, construit de 1695 à 1717 et terminé par Jean de Bodt. En 1698, il reçoit la direction des travaux du château de Berlin, dont il dessine les façades sur la cour intérieure et sur le jardin ainsi que l'escalier monumental. Il commet à plusieurs reprises des fautes de construction, dont l'une lui coûte la faveur royale. En effet, la tour de la Monnaie, qu'il avait surélevée en 1702, est abattue quatre ans plus tard, alors qu'elle n'était pas achevée, car elle risquait de s'effondrer. Il meurt à Saint-Pétersbourg, à peine un an après avoir été invité par la cour impériale à participer à la construction de la nouvelle capitale de Pierre le Grand.

## Œuvre
Ses constructions se distinguent par l'abondance des sculptures associées à l'architecture. en tant que sculpteur, Andreas Schlüter a réalisé la statue en bronze de Frédéric III de Brandebourg et le monument équestre du Grand Électeur inspiré de la statue de Marc Aurèle sur la place du Capitole à Rome. C'est aussi Schlüter qui conçoit la chambre d'ambre du palais Catherine à Tsarskoïe Selo, réalisée par des maîtres dantzigois.

## Filmographie
- Andreas Schlüter film de 1941/1942 de Herbert Maisch, avec Olga Tschechowa et Heinrich George